# Coen Vermeltfoort
Coen Vermeltfoort é um ciclista profissional neerlandês. Nasceu em Heeswijk (Brabante Setentrional), a 11 de abril de 1988. Atualmente corre na equipa Alecto Cycling Team.
Estreiou em 2007, com a equipa do seu país Rabobank Continental, filial da Rabobank Cycling Team. Depois de quatro anos na filial, deu o salto em 2011 à primeira equipa. Como amador ganhou provas importantes como a Paris-Roubaix sub-23.

## Palmarés
| 2007 - 1 etapa do Tour de Olympia 2008 - Paris-Roubaix sub-23 - 2 etapas do Tour de Olympia - 2 etapas do Tour de Bretanha - Tour de Drenthe - 1 etapa do Grande Prêmio Guillermo Tell - 1 etapa do Tour de l'Avenir 2010 - Zellik-Galmaarden - 2 etapas do Tour de Olympia 2013 - Memorial Arno Wallaard - Grande Prêmio do 1º de Maio - 1 etapa do Tour de Olympia | 2014 - 1 etapa do Circuito das Ardenas - 1 etapa do Tour de Olympia - 3 etapas da Flèche du Sud 2016 - 2 etapas da Flèche du Sud |

## Equipas
- Rabobank Continental (2007-2010)
- Rabobank Cycling Team (2011-2012)
- De Rijke-Shanks (2013-2016)
- Roompot-Nederlandse Loterij (2017-2018)
- Alecto Cycling Team (2019)